# A Strange Education
A Strange Education è l'album di debutto del gruppo musicale scozzese The Cinematics, pubblicato il 6 marzo 2007.
Il primo singolo, Chase, è stato inserito nella colonna sonora di Transporter: Extreme. L'album include la cover di Sunday Sun di Beck. Nel video del secondo singolo, Break, appare Chris Cain, il bassista del gruppo californiano We Are Scientists.

## Tracce
Testi e musiche dei The Cinematics, ad eccezione di Sunday Sun, scritta da Beck.
1. Race to the City - 3:52
2. Break - 4:01
3. A Strange Education - 5:24
4. Human - 4:27
5. Chase - 4:14
6. Rise & Fall - 4:50
7. Sunday Sun - 4:02
8. Keep Forgetting - 3:58
9. Ready Now - 4:22
10. Maybe Someday - 3:23
11. Alright - 4:08
12. Asleep at the Wheel - 6:05
  - Home - 4:29 - Traccia fantasma

Traccia bonus nell'edizione iTunes
1. Box - 4:15

## Formazione
- Scott Rinning - voce, chitarra ritmica
- Ramsay Miller - chitarra solista, voce secondaria
- Adam Goemans - basso
- Ross Bonney - batteria, percussioni